# MTV Video Music Awards 2012
La 29ª edizione degli MTV Video Music Awards si è svolta il 6 settembre 2012 per premiare i migliori video dell'anno. I premi sono stati consegnati nello Staples Center situato nella downtown di Los Angeles (California) ed a presentarli è stato Kevin Hart.
Le candidature sono state annunciate il 31 luglio 2012. Gli One Direction sono stati i protagonisti della serata vincendo il maggior numero di premi (3) seguiti da M.I.A. e Chris Brown (2). Rihanna, vincendo il video dell'anno, è diventata la prima artista ad averne vinti due.

## Cerimonia

### Esibizioni

#### Pre-Show
- Demi Lovato — Give Your Heart a Break

#### Main show
- Rihanna (con Calvin Harris) — We Found Love/Cockiness (Love It)[7]
- P!nk — Get the Party Started (intro) / Blow Me (One Last Kiss)
- Frank Ocean — Thinkin' Bout You
- One Direction — One Thing
- Lil Wayne e 2 Chainz — Yuck! / No Worries[8]
- Green Day — Let Yourself Go
- Alicia Keys (con Nicki Minaj) — Girl on Fire (con Gabby Douglas)
- Taylor Swift — We Are Never Ever Getting Back Together

#### House Artist
- Calvin Harris

### Presentatori VIP
- Katy Perry — ha presentato Best Pop Video[9]
- Dwight Howard e Kevin Hart hanno annunciato gli ospiti.
- Miley Cyrus e Mac Miller — hanno presentato P!nk
- Demi Lovato e Rita Ora — hanno presentato Best Male Video
- Zoe Saldana — ha presentato Frank Ocean
- Rashida Jones e Andy Samberg — hanno presentato Best Hip-Hop Video
- The Wanted e Rebel Wilson — hanno presentato Best Female Video
- Ezra Miller e Emma Watson — hanno presentato Green Day
- Ke$ha e Wiz Khalifa — hanno presentato Best New Artist
- The Fierce Five  — hanno presentato Alicia Keys
- Kevin Hart — ha presentato Video of the Year

## Vincitori e candidati
I vincitori sono scritti in grassetto. 

### Video dell'Anno
- Rihanna (con Calvin Harris) — We Found Love
- Drake (con Rihanna) — Take Care
- Gotye (con Kimbra) — Somebody That I Used to Know
- M.I.A. — Bad Girls
- Katy Perry — Wide Awake

### Miglior Video Maschile
- Chris Brown — Turn Up the Music
- Justin Bieber — Boyfriend
- Drake (con Rihanna) — Take Care
- Frank Ocean — Swim Good
- Usher — Climax

### Miglior Video Femminile
- Nicki Minaj — Starships
- Beyoncé — Love on Top
- Katy Perry — Part of Me
- Rihanna (con Calvin Harris) — We Found Love
- Selena Gomez & the Scene — Love You like a Love Song

### Miglior Nuovo Artista
- One Direction — What Makes You Beautiful
- Fun. (con Janelle Monáe) — We Are Young
- Carly Rae Jepsen — Call Me Maybe
- Frank Ocean — Swim Good
- The Wanted — Glad You Came

### Miglior Video Pop
- One Direction — What Makes You Beautiful
- Justin Bieber — Boyfriend
- Fun. (con Janelle Monáe) — We Are Young
- Maroon 5 (con Wiz Khalifa) — Payphone
- Rihanna (con Calvin Harris) — We Found Love

### Miglior Video Rock
- Coldplay — Paradise
- The Black Keys — Lonely Boy
- Imagine Dragons — It's Time
- Linkin Park — Burn It Down
- Jack White — Sixteen Saltines

### Miglior Video Hip-Hop
- Drake (con Lil Wayne) — HYFR (Hell Ya Fucking Right)
- Childish Gambino — Heartbeat
- Jay-Z & Kanye West — Paris
- Nicki Minaj (con 2 Chainz) — Beez in the Trap
- Kanye West (con Pusha T, Big Sean e 2 Chainz) — Mercy

### Miglior Video Dance
- Calvin Harris — Feel So Close
- Avicii — Le7els
- Duck Sauce — Big Bad Wolf
- Skrillex — First of the Year (Equinox)
- Martin Solveig — The Night Out

### Miglior regia
- M.I.A. — Bad Girls (Regista: Romain Gavras)
- Coldplay (con Rihanna) — Princess of China (Regista: Adria Petty)
- Duck Sauce — Big Bad Wolf (Regista: Keith Schofield)
- Jay-Z & Kanye West (con Otis Redding) — Otis (Regista: Spike Jonze)
- Frank Ocean — Swim Good (Regista: Nabil Elderkin)

### Miglior coreografia
- Chris Brown — Turn Up the Music (Coreografi: Anwar "Flii" Burton)
- Avicii — Le7els (Coreografi: Richy Greenfield and Petro Papahadjopoulos)
- Beyoncé — Countdown (Coreografi: Danielle Polanco, Frank Gatson Jr., Beyoncé e Anne Teresa De Keersmaeker)
- Jennifer Lopez (con Pitbull) — Dance Again (Coreografi: JR Taylor)
- Rihanna — Where Have You Been (Coreografi: Hi-Hat)

### Migliori effetti speciali
- Skrillex — First of the Year (Visual Effects: Deka Brothers and Tony T. Datis)
- David Guetta (con Nicki Minaj) — Turn Me On (Visual Effects: Copa Network)
- Linkin Park — Burn It Down (Visual Effects: Ghost Town Media)
- Katy Perry — Wide Awake (Visual Effects: Ingenuity Engine)
- Rihanna — Where Have You Been (Visual Effects: George Lucas)

### Migliore direzione artistica
- Katy Perry — Wide Awake (Art Director: Benji Bamps)
- Lana Del Rey — Born to Die (Art Directors: Anna Brun and Audrey Malecot)
- Drake (con Rihanna) — Take Care (Art Director: Charles Infante)
- Of Monsters and Men — Little Talks (Art Director: Mihai Wilson)
- Regina Spektor — All the Rowboats (Art Director: Anthony Henderson)

### Miglior montaggio
- Beyoncé — Countdown (Editors: Jeremiah Shuff e Alex Hammer)
- A$AP Rocky — Goldie (Editor: Samantha Lecca)
- Gotye (con Kimbra) — Somebody That I Used to Know (Editor: Natasha Pincus)
- Jay-Z and Kanye West — Paris (Editor: sconosciuto)
- Kanye West (con Pusha T, Big Sean e 2 Chainz) — Mercy (Editor: sconosciuto)

### Miglior fotografia
- M.I.A. — Bad Girls (Director of Photography: André Chemetoff)
- Adele — Someone like You (Director of Photography: David Johnson)
- Coldplay (con Rihanna) — Princess of China (Director of Photography: Stéphane Vallée)
- Lana Del Rey — Born to Die (Director of Photography: André Chemetoff)
- Drake (con Rihanna) — Take Care (Director of Photography: Kasper Tuxen)

### Best Video with a Message
- Demi Lovato — Skyscraper
- Kelly Clarkson — Dark Side
- Gym Class Heroes — The Fighter
- K'naan (con Nelly Furtado) — Is Anybody Out There
- Lil Wayne — How to Love
- Rise Against — Ballad of Hollis Brown

### Most Share-Worthy Video
- One Direction — What Makes You Beautiful
- Beyoncé — Countdown
- Justin Bieber — Boyfriend
- Gotye (con Kimbra) — Somebody That I Used to Know
- Carly Rae Jepsen — Call Me Maybe

### Best Latino Artist
- Romeo Santos
- Juanes
- Jennifer Lopez
- Pitbull
- Wisin & Yandel